# Liste bedeutender Seeunfälle 1931–1940
Diese Liste schwerer Seeunfälle 1931 bis 1940 verzeichnet Unfälle der Seeschifffahrt mit Toten oder hohen Sachschäden im vierten Jahrzehnt des 20. Jahrhunderts.

## Schiffsunglücke zwischen 1930 und 1939
| Datum                | Name               | Tote | Hergang |
| -------------------- | ------------------ | ---- | --- |
| 21. September 1931   | Annemarie          | 15   | Infolge eines Fahrfehlers des alkoholisierten Schiffsführers strandete das mit Ausflüglern des Turnvereins Jahn Borkum besetzte Motorboot Annamarie im Haaksgat zwischen Juist und Memmert infolge Seeschlags. Das Fehlen von Navigationsinstrumenten sowie ausreichender Rettungsgeräte und die unterlassene Räumung des Schiffes nach der Strandung führten trotz schneller Alarmierung der Rettungskräfte zum Tod von 15 der 19 an Bord befindlichen Personen. |
| 14. Juli 1931        | St. Philbert       | 483  | Der Ausflugsdampfer St. Philbert (189 Tonnen) geriet auf der Rückfahrt von der Île de Noirmoutier in einen schweren Sturm und sank. Nur acht von 491 Personen an Bord wurden gerettet. |
| 16. Januar 1932      | M2                 | 60   | Vor Portland verunglückte der britische U-Kreuzer M2 während eines Manövers. Das große U-Boot, welches 1925 mit einem Flugzeughangar ausgerüstet worden war, sank vermutlich, weil während eines Tauchvorgangs Seewasser durch den Hangar ins Bootsinnere eindringen konnte. Bei dem Unglück kam die gesamte Besatzung von 60 Mann ums Leben. Das Schwesterschiff von M2, der U-Kreuzer M1, war bereits 1925 verunglückt. |
| 16. Mai 1932         | Georges Philippar  | 54   | Auf der Rückreise von seiner Jungfernfahrt brannte der knapp 18.000 BRT große französische Luxusdampfer vor Kap Guardafui im Golf von Aden über Nacht aus. 54 Menschen starben, alles Passagiere. Die Unglücksursache konnte nie einwandfrei geklärt werden; es wurden unter anderem Sabotage oder Brandstiftung vermutet. Es handelte sich um das größte Unglück der Reederei Messageries Maritimes in Friedenszeiten. |
| 7. Juli 1932         | Prométhée          | 62   | Vor der Küste der Bretagne, nahe Fermanville, sank das französische U-Boot Prométhée während einer Testfahrt innerhalb von nur einer Minute, als es während eines Testlaufes der Elektromotoren zu einem unerwarteten Wassereinbruch kam, möglicherweise spielten defekte Seeventile eine Rolle. Insgesamt 62 Besatzungsangehörige kamen beim Untergang ums Leben, sieben Seeleute (die sich auf dem U-Boot-Turm befunden hatten) wurden später von einem Fischkutter gerettet. |
| 26. Juli 1932        | Niobe              | 69   | Das Segelschulschiff der deutschen Reichsmarine war auf einer Ostsee-Reise, als um 14.27 Uhr in der Nähe des Feuerschiffs Fehmarnbelt eine an Stärke schnell zunehmende, fast senkrechte Böe einfiel, die das Schiff innerhalb weniger Minuten zum Kentern brachte. 69 Seeleute fanden beim Untergang der Niobe den Tod. |
| 5. Dezember 1932     | Sawarabi           | 110  | In der Formosastraße sank der japanische Zerstörer Sawarabi im schweren Sturm. Vermutlich, so ergeben spätere Untersuchungen, sank das Schiff aufgrund eines Konstruktionsfehlers, welcher die Stabilität herabgesetzt hatte. Die gesamte Besatzung (110 Mann) kam ums Leben. |
| 4. Januar 1933       | L’Atlantique       | 19   | Auf einer Fahrt von Bordeaux nach La Havre kam es bei Guernsey an Bord des Ozeandampfers L’Atlantique (42.514 t) der französischen Reederei Compagnie de Navigation Sud-Atlantique zu einem Brand, der schnell das gesamte Schiff erfasste. Passagiere waren auf dieser Fahrt nicht an Bord. Von den 229 Besatzungsmitgliedern kamen 19 ums Leben. Das Schiff wurde nach Cherbourg geschleppt und später verschrottet. |
| 13. Dezember 1933    | Plus               | 13   | Die frachtgehende finnische Bark Plus sank nach einer Grundberührung vor den Ålandinseln in der Ostsee. Nur vier Mann von der gesamten Besatzung konnten schwimmend Land erreichen. |
| 29. Juni 1934        | Miyuki und Inazuma | 6    | Bei der Kollision der japanischen Zerstörer Miyuki und Inazuma (je 1.880 t) auf Höhe der Insel Tsushima starben sechs Menschen. Die schwer beschädigte Miyuki sank wenig später beim Abschleppmanöver, die Inazuma konnte jedoch einen Nothafen erreichen. |
| 8. September 1934    | Morro Castle       | 137  | Das amerikanische Luxuskreuzfahrtschiff Morro Castle geriet in der Nähe von Asbury Park, New Jersey in Brand. Von den insgesamt 549 Personen an Bord starben 137, viele wurden verletzt. |
| 2./3. Oktober 1934   | Millpool           | 26   | Im Mittelatlantik, etwa 670 Seemeilen östlich von Neufundland, geriet der von Danzig nach Montreal laufende britische Frachter Millpool in einen Hurrikan. Nachdem der Seegang die Ladeluken zerschlagen hatte, drang Wasser in die Laderäume ein und ließ die Weizenladung aufquellen, was wiederum zum Brechen der Schotten des 28 Jahre alten Schiffes und damit zum Untergang führte. Mit der Millpool ging die gesamte 26 Mann starke Besatzung unter. |
| 12. Dezember 1934    | Tomozuru           | 97   | Vor Sasebo (Japan) kenterte das japanische Torpedoboot Tomozuru (527 t) im Sturm. Von den 113 Mann Besatzung kamen 97 Mann ums Leben. |
| 19. Januar 1935      | Edgar Wallace      | 15   | Bei der Rückfahrt von einer dreiwöchigen Fangreise bei der Bäreninsel lief der britische Trawler Edgar Wallace kurz vor dem Erreichen des Heimathafens Hull auf Grund und sank, nachdem er von einer starken Strömung über die Sandbank geschoben worden war, so schnell, dass es nur sechs der 21 Besatzungsmitglieder gelang, sich zu retten. |
| 24. Januar 1935      | Mohawk             | 47   | Das amerikanische Passagierschiff Mohawk der Clyde-Mallory Line kollidierte etwa acht Meilen vor der Küste von New Jersey mit einem norwegischen Frachter und sank innerhalb von 60 Minuten. 47 der 163 Menschen an Bord kamen ums Leben. 54 Passagiere und Besatzungsmitglieder wurden zum Teil schwer verletzt. |
| 26./27. Februar 1935 | Blairgowrie        | 26   | Im Mittelatlantik verlor der britische Dampfer Blairgowrie (3.260 BRT) in einem schweren Wintersturm sein Ruder. Das manövrierunfähige Schiff, auf dem Weg von Swansea nach Boston, schlug daraufhin quer zu den Wellen und kenterte. Infolge der Ladung aus Erzstaub versank das Schiff innerhalb weniger Minuten mit der gesamten 26 Mann starken Besatzung. Trotz eines abgesetzten SOS-Rufs konnte niemand gerettet werden. |
| 25. Juli 1935        | B 3 Tur            | 55   | Im Finnischen Meerbusen stieß bei einem Manöver das sowjetische Schlachtschiff Marat versehentlich mit dem sowjetischen U-Boot B 3 Tur (650 ts) zusammen. Das Boot kollidierte während einer Übung zum Auftauchen mit dem Rumpf des Großkampfschiffes und sank beinahe augenblicklich. Von der 55 Mann starken Crew konnte sich niemand retten. Das Wrack wurde später aus rund 60 Metern Tiefe gehoben und abgewrackt. |
| 19. Oktober 1935     | Vardulia           | 37   | Der von Hartlepool nach Neufundland laufende britische Frachter Vardulia sank im mittleren Atlantik in einer starken Sturmfront. Das mit Kohle beladene Schiff kenterte nach dem Verrutschen der Ladung und ging mit der gesamten 37 Seeleute umfassenden Besatzung unter. Zuvor hatte die Crew noch einen Notruf absetzen können. Andere Schiffe konnten den Ort des Unglücks aber nicht mehr rechtzeitig erreichen. |
| 23. Oktober 1935     | Berwindlea         | 0    | Der britische Frachter Berwindlea (GTFW) (5.276 BRT) lief bei Nebel am Dead Man’s Rock (Île du Corps Mort), einem Felsen vor den Magdalenen-Inseln im Sankt-Lorenz-Golf, auf Grund. Die Besatzung von 30 Mann wurde bei schwerem Sturm von einem Rettungsboot des japanischen Frachters England Maru (JAGD) gerettet. Die Berwindlea und ihre Papierladung musste aufgegeben werden. |
| 8. November 1936     | Isis               | 39   | Der deutsche Dampfer Isis (4.454 BRT), auf der Route von Hamburg nach New York, geriet in einem Sturm im Mittelatlantik in Seenot, nachdem Wellen die vorderen Laderaumdeckel zerstört hatten. Obwohl ein SOS-Ruf abgesetzt werden konnte und mehrere Schiffe Kurs auf den Havaristen nahmen, konnte nur ein einziges Crewmitglied gerettet werden, da das Schiff sehr schnell gesunken ist. Insgesamt starben 39 Seeleute. |
| 1. Dezember 1936     | Elsa               | 10   | Der deutsche Dampfer Elsa (989 BRT), mit einer Ladung Kohle von Danzig nach Cherbourg, geriet in einem Sturm vor der Insel Norderney in Seenot, nachdem Wellen die Brücke zerstört hatten. Nur zwei von 12 Seeleuten an Bord konnten sich retten, da das Schiff sehr schnell über die Backbordseite gesunken ist. |
| 18./19. Januar 1937  | Welle              | 25   | Westlich der Insel Fehmarn sank in der Nacht das deutsche Versuchsboot Welle in einem Schneesturm bei dem Versuch, die Besatzungen des Schoners Duhnen und des Schleppers Fairplay X zu retten; beide Schiffe waren zuvor in Seenot geraten. Das von der Marine bei Versuchen im Nachrichtenwesen eingesetzte Boot kenterte jedoch infolge von Vereisung und meterhohen Wellen und sank mit der gesamten Besatzung von 25 Mann. |
| 30./31. Oktober 1937 | Calgadoc           | 17   | Aus ungeklärten Gründen ging vor der kanadischen Ostküste der von Sydney nach Wabana laufende kanadische Kohlefrachter Calgadoc (2.201 BRT) verloren. Der Transporter, ein extra für den Einsatz auf den Binnenseewegen Nordamerikas konzipiertes Schiff, sank vermutlich um den 30./31. Oktober. Da der Frachter einen Teil der Reisestrecke vor Neufundland auf hoher See zurücklegen musste, ist es möglich, dass ihm dort eine Monsterwelle oder ein Orkan zum Verhängnis wurden. Genaue Hintergründe des Verlustes sowie der Untergangsort sind aber nicht bekannt. Das Schiff galt mitsamt seiner 17 Mann starken Besatzung als verschollen.                                                                                |
| März 1938            | Admiral Karpfanger | 60   | Die Viermastbark Admiral Karpfanger ex L’Avenir, ein frachtfahrendes Segelschulschiff der deutschen Hamburg-Amerika-Linie, verschwand auf der Fahrt von Port Germein (bei Port Pirie, Australien) nach Hamburg mit einer Fracht Weizen im Südatlantik. Die letzte Meldung „Alle wohlauf“ wurde am 1. März auf 51° S, 172° O gesendet. 60 Mann, davon 33 Kadetten blieben mit dem Schiff verschollen. Vermutet wird eine Kollision mit einem Eisberg in der Kap-Hoorn-Region, da Jahre später in Patagonien Trümmer der Admiral Karpfanger angespült wurden. |
| 14. März 1938 (?)    | Anglo Australian   | 38   | Im Mittelatlantik verschwand aus nicht genau geklärten Gründen der britische Frachter Anglo Australian (5.497 BRT). Das von Cardiff nach Kanada laufende Schiff sank vermutlich um den 14. März im Mittelatlantik. Mit dem Frachtschiff ging die gesamte Crew von 38 Mann unter. Verursacht wurde der Verlust vermutlich durch eine Explosion in einem Kohlebunker, nach welcher das Schiff auseinanderbricht. Ein Untersuchungsausschuss stellte später fest, dass die Kohle an Bord im Hafen von Cardiff ungleichmäßig verstaut worden war, was diese These stützen würde. Der Untergang dieses Schiffes wird auch mit dem Bermudadreieck in Verbindung gebracht.                                                               |
| 9. – 20. April 1938  | Mount Kyllene      | 4    | Auf dem Weg von Panama nach Amsterdam geriet der griechische Frachter Mount Kyllene (5.313 BRT) im Nordatlantik in einen Sturm und brach nach einer Explosion in einem Kessel am 9. April auseinander. Vier Seeleute ertranken dabei. Die restlichen 31 Crewangehörigen retteten sich auf das abgerissene Heck und auf das Bugstück des Schiffes, von wo sie später gerettet wurden. Die Bugsektion blieb vorerst schwimmfähig und trieb noch elf Tage lang auf dem Meer umher, ehe sie am 20. April sank. |
| 23. Mai 1939         | Squalus            | 26   | Das U-Boot Squalus sank während Tauchtests im Golf von Maine, weil im Maschinenraum das Hauptflutventil in offener Stellung klemmte. Der achtere Bereich des U-Boots wurde vollständig geflutet, 26 Seeleute ertranken. 33 Seeleute saßen im vorderen Teil des Bootes in 75 Metern Tiefe fest. Am 24. Mai wurden sie durch eine Taucherglocke in einer 13-stündigen Rettungsaktion aus dem U-Boot gerettet. |
| 15. Juni 1939        | Phénix             | 71   | Das französische U-Boot Phénix sank während eines Manövers vor der Küste von Französisch-Indochina, etwa 225 Seemeilen nordöstlich von Saigon. Beim Untergang kamen alle 71 Besatzungsangehörige ums Leben. Was genau das Unglück verursacht hatte, ist bis heute ungeklärt, möglicherweise war eine der Luken beim Abtauchen nicht geschlossen oder es hatte sich eine Batterieexplosion an Bord ereignet. Das Wrack des U-Bootes wurde bislang nicht gehoben. |
| 13. September 1939   | La Tour-d’Auvergne | 215  | Im Hafen von Casablanca (Marokko) kam es auf dem französischen Minenkreuzer La Tour d’Auvergne (4.770 t) zur Explosion der Minenlast. Bei der Explosion und dem Untergang des Schiffs kamen 215 der 396 Besatzungsmitglieder ums Leben. |
| 13. September 1939   | Pluton             | 186  | Während der Übernahme von Seeminen auf den französischen Minenkreuzer Pluton im Hafen von Casablanca fiel eine der Minen von der Hebevorrichtung und explodierte. Durch die Detonation wurden weitere Minen zur Explosion gebracht, wodurch der Kreuzer völlig zerstört wurde. Bei dem Unglück starben 186 Besatzungsmitglieder und Personen am Ufer. Weitere 84 Menschen an Bord und an Land wurden verletzt. |
| 13. Dezember 1939    | Indigirka          | 741  | In der Nacht zum 13. Dezember lief die russische Indigirka in einem Schneesturm an der Nordküste Hokkaidōs auf Grund und legte sich im seichten Wasser auf die Seite. Insgesamt starben 741 Menschen, zum großen Teil Gefangene, die mit dem Schiff verlegt werden sollten. |
| 19. Dezember 1939    | Duchess            | 129  | Westlich von Schottland sank der britische Zerstörer Duchess (1.375 t) nach einer Kollision mit dem britischen Schlachtschiff Barham. 129 Menschen kamen ums Leben. |
| 11. Januar 1940      | Bahia Blanca       | 0    | Der deutsche Blockadebrecher Bahia Blanca (8.559 BRT), der von Rio de Janeiro kommend nach Deutschland durchbrechen wollte, stieß am 10. Januar in der Dänemarkstraße mit einem Eisberg zusammen und sank am folgenden Tag infolge der erlittenen Schäden. Die Crew von 62 Mann wurde vollständig von dem isländischen Fischtrawler Hafsteinn gerettet und nach Reykjavík gebracht. |
| 21. Januar 1940      | Orazio             | 106  | Das italienische Passagierschiff Orazio (11.669 BRT) war mit über 600 Menschen an Bord auf dem Weg von Genua nach Barcelona, als vor Toulon einer der Dieselmotoren explodierte. Das Schiff brannte aus und sank, wobei 106 Passagiere ums Leben kamen. Unter den Reisenden waren viele Juden, die vor dem Nationalsozialismus aus Europa fliehen wollten. Eine Handvoll von Dampfern, Zerstörern und Hilfskreuzern nahm die Überlebenden auf. |
| 23. April 1940       | La Railleuse       | 28   | Im Hafen von Casablanca (Marokko) sank der französische Zerstörer La Railleuse (1.800 ts) infolge einer inneren Explosion, die vermutlich im Kesselraum stattfand. 28 der 159 Mann starken Besatzung starben bei der Explosion und dem Untergang des Schiffs. |
| 29./30. April 1940   | Leopard            | 1    | Während einer Minenlegeoperation stießen im Skagerrak das deutsche Torpedoboot Leopard (932 ts) und der Minenleger Preußen in der Dunkelheit zusammen. Vermutlich hatte ein Ruderversagen an Bord der Leopard zur Kollision geführt. Das Torpedoboot wurde schwer beschädigt und sank innerhalb von etwa 20 Minuten, wobei ein Crewmitglied ums Leben kam. |
| 30. April 1940       | Maille-Brézé       | 28   | Im Hafen von Greenock wurde der französische Großzerstörer Maille-Brézé (3.000 ts) durch einen Brand und eine nachfolgende innere Explosion zerstört. 28 der 240 Mann starken Besatzung kamen ums Leben. Möglicherweise hatte ein defekter Torpedogefechtskopf den Unfall verursacht. |
| 18. Mai 1940         | Effingham          | 0    | Der britische Schwere Kreuzer Effingham (9.750 ts) lief während des Einsatzes der britischen Flotte vor Norwegen nahe Bodø auf einen Unterwasserfelsen auf. Das Schiff wurde schwer beschädigt und musste aufgegeben werden. Die Besatzung wurden vollständig gerettet. Der Felsen war zwar auf den Seekarten an Bord des Schiffes verzeichnet gewesen, doch war der Eintrag versehentlich überzeichnet und dadurch übersehen worden. |
| 19./20. Juni 1940    | O 13               | 34   | In der Nordsee, etwa 90 Seemeilen südwestlich von Stavanger, stießen gegen 0.25 Uhr das holländische U-Boot O 13 (610 ts) und das polnische U-Boot Wilk, beide Boote kämpfen auf alliierter Seite, versehentlich in der Dunkelheit zusammen. Das holländische U-Boot sank innerhalb weniger Sekunden, wobei alle 34 Crewangehörigen den Tod fanden. Das polnische U-Boot erreichte später schwer beschädigt einen britischen Hafen. Es wurde zeitweise vermutet, dass Wilk möglicherweise mit dem deutschen U-Boot U 122 kollidiert sein könnte. Dieses U-Boot meldete sich jedoch noch am 21. Juni, weswegen heute angenommen wird, dass der Unfallgegner in jener Nacht mit hoher Wahrscheinlichkeit das holländische O 13 war. |
| 28. Juni 1940        | Fraser             | 4    | Im Seegebiet zwischen Frankreich und Großbritannien kollidierte der britische Fla-Kreuzer Calcutta mit dem kanadischen Zerstörer Fraser (1.375 ts). Die Fraser zerbrach in zwei Teile und sank. Vier Mann der Besatzung des Zerstörers kamen ums Leben. |
| 16. Juli 1940        | Imogen             | 18   | Im Pentland Firth sank der britische Zerstörer Imogen (1.370 ts) nach einer Kollision mit dem britischen Leichten Kreuzer Glasgow. Beide Schiffe stießen in dichtem Nebel zusammen. 18 Menschen kamen ums Leben. 132 Seeleute konnten gerettet werden. |
| 19. Oktober 1940     | HMCS Bras d’Or     | 30   | Das kanadische Hilfs-Minensuchboot Bras d'Or (400 ts), eingesetzt zur Beschattung eines von Sept-Îles nach Sydney laufenden rumänischen Frachters, geriet im Sankt-Lorenz-Golf in einen starken Sturm und sank. Das Sinken konnte von Bord des Frachters aus beobachtet werden, doch konnte infolge des schlechten Wetters niemand gerettet werden. Alle 30 Besatzungsangehörige des Minensuchers fanden den Tod. |
| 22. Oktober 1940     | Margaree           | 140  | Im Nordatlantik sank der zur Sicherung des alliierten Geleitzuges OL-8 eingesetzte kanadische Zerstörer Margaree (1.375 ts) nach einer Kollision mit dem britischen Handelsschiff Port Fairy. Zum Zeitpunkt des Unglücks herrschte dichter Nebel. 140 Menschen kamen ums Leben, nur 34 Mann konnten gerettet werden. |
| 30. Oktober 1940     | Sturdy             | 5    | Der ältere britische Zerstörer Sturdy (1.075 ts) lief während eines starken Sturms an der Küste von Tiree (Hebriden) auf Grund und wurde vom Seegang zerschlagen. Fünf Mann der Besatzung kamen ums Leben. Etwa 90 Mann konnten sich ans Ufer retten. |
| 27. November 1940    | Lisieux            | 12   | Der unter kanadischer Flagge laufende ehemalige französische Frachter Lisieux (2.594 BRT) strandete in einem schweren Sturm vor der Küste von Neufundland. Zwölf Seeleute fanden dabei den Tod. 17 Crewmitglieder retteten sich ans Ufer. |
| 12. Dezember 1940    | Salvador           | >200 | Das zionistische Flüchtlingsschiff Salvador aus Bulgarien geht in einem Sturm im Marmarameer unter. Mehr als 200 jüdische Flüchtlinge verlieren ihr Leben. |
| 14. Dezember 1940    | Branlebas          | 3    | Das mit einer britischen Crew bemannte ehemals französische Torpedoboot Branlebas (669 ts) sank etwa 25 Seemeilen südöstlich der Eddystone Rocks im Sturm. Drei Mann der Besatzung kamen ums Leben. Es stellte sich später heraus, dass die Schiffe dieses Typs erhebliche Stabilitätsprobleme hatten. |